# 栃東大裕
栃東 大裕（とちあずま だいすけ、1976年（昭和51年）11月9日 - ）は、東京都足立区出身（出生地は東京都墨田区）で玉ノ井部屋に所属した元大相撲力士。本名は志賀 太祐（しが だいすけ）。現在は年寄・14代玉ノ井。最高位は東大関、現役時代の体格は身長180cm、体重155kg。得意手は、おっつけ、ハズ押し、叩き、いなし、右四つ、寄り、上手出し投げ。血液型はA型、星座は蠍座。趣味は若い頃はラジコン、大関昇進後はゴルフ。

## 来歴

### 26連勝で各段優勝
13代玉ノ井親方（関脇・栃東）の次男として、東京都墨田区に生まれる。小学生時代は野球や水泳に熱中し、原辰徳（巨人）から贈られたサイン入りのグローブが当時の宝物であった。小学校6年生の時に相撲に転向し、明大中野中学校に進学して相撲部に入部した。しかし当初は体が硬く、脚を広げて上半身を床につける股割りもできず、中学までは全国レベルの力はなかった。
父には高校横綱になることを角界入りの条件にされ、明大中野高校3年生の時に見事高校横綱に輝き、高校在学中の1994年（平成6年）11月場所に父が師匠の玉ノ井部屋に入門して本名の志賀の四股名で初土俵を踏んだ。序ノ口場所前の稽古で左膝を痛め1995年（平成7年）1月場所は前半を休場したが、8日目の4番相撲から出場して残り4番を全勝してこの場所を4勝0敗3休とした。まわしを取って投げる相撲が得意だったが「今の相撲ではまたけがをする。まわしを取らないでおっつける相撲にしないとだめだ」と反省。師匠からも「廻しにこだわるな」と言われた。投げで振り回す相撲から、脇を固めて押す相撲に変えた。けがを教訓に、母校の先輩、3代目若乃花を見習った。そこから快進撃が始まり、同年3月場所は序ノ口7戦全勝優勝、同年5月場所は序二段7戦全勝優勝、同年7月場所は三段目7戦全勝優勝、幕下に昇進した同年9月場所の1番相撲の白星まで26連勝を飾った。
この場所は3勝4敗に終わり入門以来初めて負け越したが、同年11月場所は7戦全勝で優勝、1996年（平成8年）1月場所では幕下3枚目で5勝2敗、同年3月場所では幕下2枚目で5勝2敗と好成績を収め、同年5月場所には初土俵からわずか所要8場所で十両に昇進するとともに、父の四股名でもあった栃東に改名した。十両でも同年5月場所、7月場所は10勝5敗と連続で二桁勝利を上げ、同年9月場所は初日から10連勝と波に乗り12勝3敗で十両優勝を果たし、同年11月場所には早くも新入幕を果たした。序ノ口から十両まで全段で優勝をしたのは、史上3人目であった。
入幕後は早くから「大関候補」として期待を集め、新入幕の11月場所では初日から5連勝をするなど10勝5敗（単独次点）の好成績を収めて敢闘賞を受賞した。翌1997年（平成9年）5月場所で11勝4敗の好成績を上げて敢闘賞を受賞、7月場所にはわずか入幕5場所で新三役（小結）に昇進。2大関に勝ち9勝6敗と勝ち越して技能賞を獲得、同年9月場所は新関脇で曙に勝ち10勝5敗と二桁勝利を上げて2場所連続で技能賞（3場所連続三賞受賞）を受賞した。
いなしてから左右からのおっつけ、前廻しを引いてからの出し投げなど、その取り口はベテラン力士から若手らしく正面からぶつかってこないのでやり辛いと言われるほど技が多彩であった。

### 大関への挑戦
しかし、ここから栃東の苦闘が始まる。東関脇と番付を上げた1997年11月場所では右足捻挫で7勝8敗と負け越し、翌1998年（平成10年）3月場所は右肩剥離骨折のため6日目から途中休場、翌5月場所も公傷休場。この剥離骨折が重症で、関脇復帰まで約1年半を要することになった。1999年秋場所は初日から2日連続金星を獲得し殊勲賞、九州場所も2場所連続で貴乃花に勝ち技能賞。2000年（平成12年）7月場所は5場所連続で関脇在位となり、2横綱3大関に勝ち12勝3敗の優勝次点という好成績を収めて5回目の技能賞を受賞した。待ちに待った大関挑戦場所となった同年9月場所は、右肩関節脱臼のため6日目から途中休場、翌11月場所も公傷休場、度重なる怪我に泣いた。
公傷明けの2001年（平成13年）1月場所は、10勝を上げて翌場所には早くも三役に復帰した。同年3月場所は小結で1横綱3大関に勝ち9勝6敗として3回目の殊勲賞、同年7月場所は関脇で1横綱2大関に勝ち10勝5敗と6回目の技能賞を獲得した。同年9月場所は12勝3敗の優勝次点と完全復帰したが、立合いからいきなり変化する注文相撲が4番もあったため、三賞候補からは外れてしまった。
しかし、2回目の大関挑戦場所となった同年11月場所では、それまで何回も批判を浴びてきた立合い変化を一度も見せることなく初日から7連勝。後半戦に入り優勝争いから一歩後退、14日目の横綱・武蔵丸戦で足を強打するアクシデントに見舞われる。それでも翌日千秋楽の大関・武双山戦は勝利を収めて、12勝3敗の成績で連続優勝次点、7回目の技能賞（三賞受賞12回目）を獲得する。それとともに、全て関脇の地位で3場所合計34勝を上げ、ようやく念願の大関昇進を決めたのであった。何度も怪我の影響があって中々大関取りを果たせず、入幕から大関昇進までは5年の歳月を要した。本人は後に、この場所には最後の大関取りのつもりで挑んでいたと振り返っている。大関昇進伝達式では、口上に「努力精進」の文言を使用している。

### 大関昇進後関脇再陥落、史上初の大関特例再復帰
新大関の2002年（平成14年）1月場所では初日から11連勝。同場所の千秋楽結びの一番前の本割りでは、大関・千代大海に勝利して、13勝2敗同士の優勝決定戦に突入。そして決定戦でも千代大海を立ち合いの変化で下して、自身初となる悲願の幕内最高優勝を達成し、一躍「横綱候補」へと躍り出た。しかし、2002年5月場所13日目、魁皇との取組中に肩を負傷すると休場が続き、2003年7月場所では7勝8敗と皆勤負け越しを喫するなど1年以上に渡る不振に陥るが、2003年11月場所では13勝2敗の好成績で復活優勝（2回目）。しかし綱取りのチャンスを生かせず（2002年3月場所と2004年1月場所で綱取りに挑むも失敗）、その後は元々体が硬いためもあってか再び怪我が多発し、それにより2004年（平成16年）7月場所と2005年（平成17年）1月場所に、大関から2回も関脇へ陥落する屈辱を味わう。しかし、2回共に関脇の地位で10勝以上の好成績を上げて、各1場所で大関特例復帰を果たした。なお関脇陥落の後、大関に2度も返り咲いた力士は栃東が大相撲史上初めてで、2021年（令和3年）現在も栃東ただ一人のみである。なお、大関昇進の頃から既に脳梗塞の予兆である頭痛が時々発生していたが、この時期の健康診断では異常が指摘されず、本人も「一時的なもの」と我慢していた。
若い頃から稽古の鬼であったが、硬い筋肉をつける稽古のしすぎで故障を招いているため、稽古量を抑えたらどうかと指摘を受けた。そのため体を休ませながら稽古をするとともに大相撲に適した柔らかい筋肉に肉体改造をしたことが功を奏し、2006年（平成18年）1月場所では14勝1敗の好成績で13場所ぶり3度目の幕内最高優勝を果たした。なお、この栃東の優勝を最後に同年3月場所以降、2016年（平成28年）の初場所において琴奨菊が優勝するまで日本出身力士の幕内最高優勝は10年間出なかった（いわゆる「ウィンブルドン現象」と言われる）。
横綱昇進を期待された同年3月場所では、序盤における下位力士への取りこぼしがたたり優勝を逃し横綱昇進が見送られた。ただし、終盤に大関昇進が確実な関脇・白鵬や優勝した横綱・朝青龍を本割の土俵で破っての12勝3敗という内容が評価されて、翌5月場所に横綱昇進の可能性を残した。3月場所中に足を痛めてしまい、5月場所では更に怪我が悪化して左膝半月板損傷により7日目から途中休場に追い込まれた。朝青龍が一人横綱になって久しいこともあり、3代若乃花以来8年ぶりの日本人横綱の誕生を多くの相撲ファンに期待され、また当時全盛を誇っていた朝青龍に唯一まともに渡り合える日本人力士だったため、横綱審議委員会も「13勝なら昇進させても良いし、12勝でも優勝なら検討する価値はある」とかなり甘めの昇進基準を提示していたが、それに応えることはできなかった。

### 怪我の多発と脳梗塞で引退
2006年（平成18年）7月場所は、綱取りから一転自身7度目の大関角番となった。それでも初日から7連勝、給金相撲となった8日目は対戦相手の露鵬が前日の取組後にカメラマンに暴行事件を起こしたため3日間の出場停止となり、幸運にも不戦勝により勝ち越して角番を脱した。しかし9日目からは元気がなくなり、さらに11日目の横綱・朝青龍との取組で土俵に膝を強打し負傷してしまった。結局この場所は8連勝の後7連敗という珍記録を残した。
翌9月場所は、痛めた膝の影響で初日から3連敗したが、その後は持ち直し9勝6敗で勝ち越した。次の11月場所では、9日目まで8勝1敗と朝青龍を追う一番手として期待されたが、10日目に出島との取組で古傷の膝を強打、さらに親指を剥離骨折して心配されたが10勝5敗と同年3月場所以来の二桁勝利を記録した。しかし場所後も膝の状態は思わしくなく、12月20日に内視鏡を用いた左膝のクリーニング手術（軟骨の除去および半月板の一部切除）を行った。
2007年（平成19年）1月場所は、手術後2日目には退院して一週間後には稽古も再開したが、膝に違和感が残っており十分な稽古が積めない状態と、出場が微妙な状況な中、感覚を取り戻すためと強行出場した。しかしながら膝の踏ん張りが効かず、初日は琴奨菊、2日目は露鵬にあっという間に寄り切られた。更には中日から4連敗するなど体の切れも悪く、13日目に負け越しが決まった。大関の地位での皆勤負け越しは、2003年（平成15年）7月場所以来自身2度目であった。最終的に5勝10敗と幕内で初めての二桁黒星に終わった。
8度目の角番となった次の3月場所は、場所前「5日目までに2勝できなければ、その時点で引退する」という意向を明らかにしてファンを心配させたが、初日から7連勝し10日目に勝ち越して角番を脱出した。しかし、場所途中から高血圧や激しい頭痛に悩まされ、11日目の朝青龍戦（結果的にこれが栃東の現役最後の一番となる）の取組後、翌12日目に「高血圧」（当時最高血圧の数値が200以上だったという）の診断書を提出し途中休場、急遽入院した。父・玉ノ井親方は会見で「クモ膜下出血の疑いもあって心配だ」とコメントし、容態が気遣われた。
この時点の診断では、過去に自然治癒していた脳梗塞の跡が発見されたが、それ以外には脳に異常は見られなかった。そこで、血圧を下げる投薬療法により一旦は回復して退院した。その後栃東本人曰く「辞めるなんて一言も言っていない」と語っていたが、3月場所後の巡業は大事をとって土俵入りだけの参加となった。同年4月26日には脳を含めた内臓などの精密検査を受けるため再入院し、同年5月場所は休場することが濃厚になっていた。そして検査の結果、医者から「このまま相撲を取り続けたら脳梗塞を再発させるどころか、生命の危険・最悪死に繋がる可能性大」等と宣告されたため、これ以上現役を続行するのは不可能と診断された。栃東は最後まで現役への意欲を見せたものの病気には勝てず、同年5月場所開催直前の5月7日に引退を正式に発表した。当時は前述の病気のことがあまり知られていなかったこともあり、突然の引退に驚く関係者やファンも多かったという。なお大関在位数は30場所（番付上は31場所）、北葉山と並んで当時史上11位タイ（現在13位タイ）の記録だった。

### 現役引退後

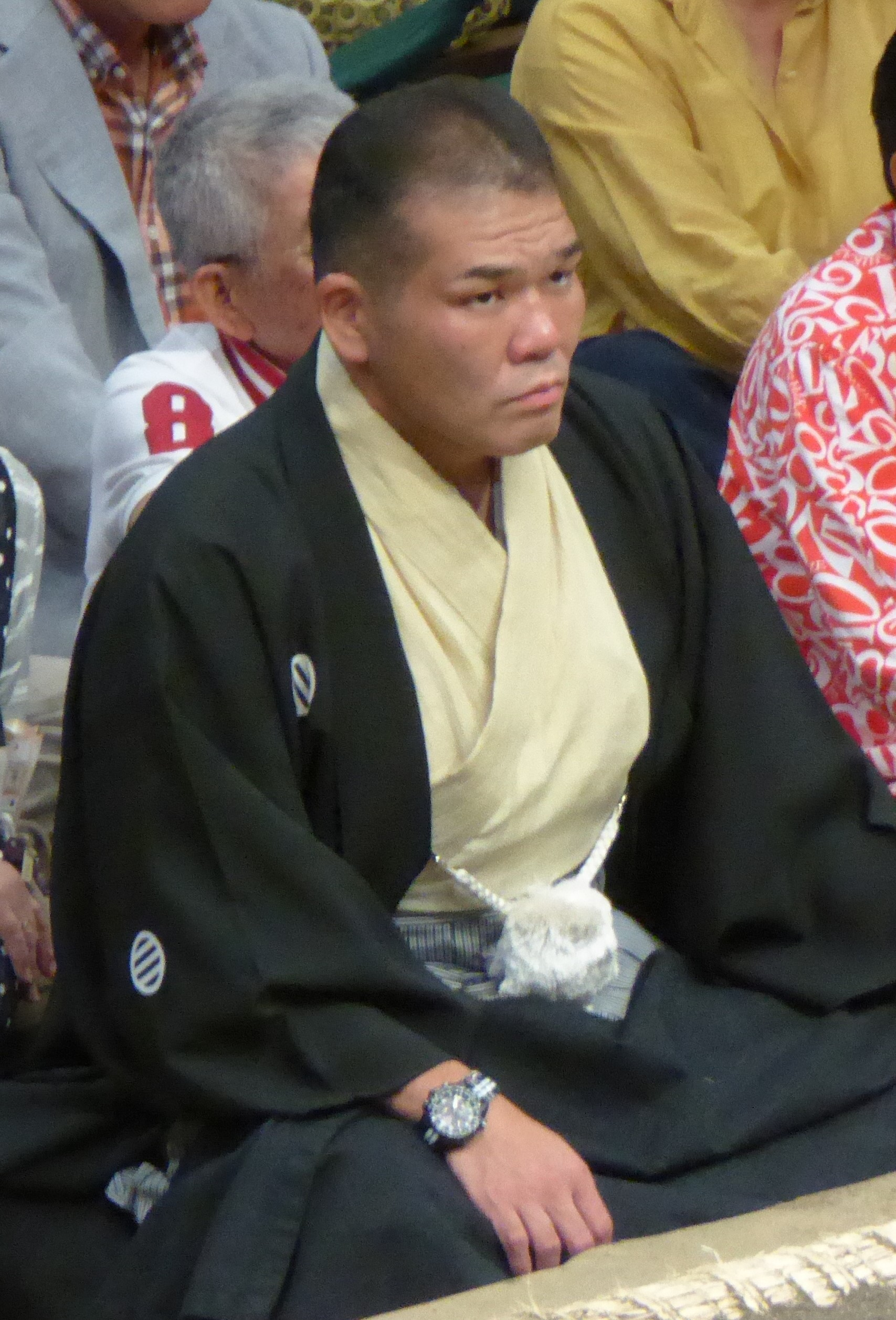
土俵下で審判を務める玉ノ井親方（2018年9月9日撮影）

現役引退後は、年寄・栃東として玉ノ井部屋の部屋付き親方として後進の指導に当たった（大関は引退後3年間、現役時の四股名のまま年寄として協会に残留することができるが、1997年（平成9年）5月の制度改正以来、大関として初めてその特権を利用した）。引退相撲と断髪式は、2008年（平成20年）2月2日に両国国技館で行われた。
栃東は引退後程なくして脳梗塞治療・再発防止の目的で、食事療法・軽い運動（歩行）などで減量を敢行し体重を90kg台まで落とした。部屋で作るちゃんこは塩分やカロリーが高いため弟子達と同じものは食べず、現在も高血圧・脳梗塞を予防する薬を毎日欠かさず服用している。
父であり師匠でもある13代玉ノ井親方が2009年（平成21年）9月2日に停年（定年）退職となったため、翌9月3日付で年寄・14代玉ノ井を襲名するとともに玉ノ井部屋を継承した。2012年（平成24年）1月、35歳という異例の若さで日本相撲協会副理事に当選し事業部副部長、広報部副部長、警備本部副部長を歴任した。2018年（平成30年）の役員選挙には立候補しなかったため副理事から委員に降格となり、4月の職務分掌では審判委員に任命された。
2013年（平成25年）1月場所前の新弟子検査で爆羅騎（本名・伊藤爆羅騎）の身長測定を担当しており、背伸びを敢行した結果として普段160cmしかない身長を167cmまで稼いだ爆羅騎に関して「気にならなかった。夢を持つ子をサポートしたいから」と話していた。この例のように、栃東は身長の基準に対して柔軟な姿勢で検査を行う傾向がある。その後も、2016年1月場所前の新弟子検査で実測161cmの新弟子が背伸びをすると「大丈夫だから」と制止し、そのまま「167cm」扱いとする目溢しを行っていた。
2020年5月時点で28人の所属力士が部屋におり全45部屋中3番目の大所帯となっていた中、同年5月場所が新型コロナウイルスの感染拡大に中止になった際は師匠として「今は世の中が本当に大変な時期。しっかり基礎運動をやって、うまくコンディションをつくっていってあげたいです。」とコメント。
2021年1月場所で東白龍が十両に昇進し、子飼いから初の関取となった。

## 取り口
力士としては決して恵まれた体格の持ち主ではなかったが、多彩な技を持ち、特に頭を下げながら脇を締めて相手を押し上げる左右のおっつけは栃東の代名詞だった。前廻しを引いてからの上手出し投げやタイミングの良いいなし、廻しを切るのも得意。このように技能派力士として素質は非常に高い一方で立合いの変化を上位の力士としては高い頻度で使用することがあり、時として優勝決定戦などの大一番でも躊躇せずに変化を行い、それがイメージを悪くさせることもあった。第11回横綱審議委員会稽古総見の『どすこいFM』で「ここだから言いますけど、私は貴乃花より栃東の方が強いと思っていた」と栃東を評価する敷島も「稽古場で自分の形で勝てるようにならないと、本番でも勝てませんよ」という栃東の意見に対して「稽古場で自分の形でやってたなんて言いますけど、そんなワケないですよ。優勝決定戦で変化するような人ですよ」と反発するなどその策士ぶりを表現したことがある。
横綱朝青龍に10勝15敗、大関白鵬（栃東の引退直後に横綱昇進）に5勝8敗（そのうち2敗は不戦敗）、琴欧洲に5勝6敗、安馬（改め日馬富士、栃東の引退後に横綱昇進）に5勝1敗と外国人力士にも引けを取らず、中でも当時全盛期を誇っていた横綱朝青龍にまともに戦える唯一の日本人力士であり、横綱昇進への期待も高かった。しかしながら、怪我が多いことも影響して、綱取りのチャンスを活かせず実現はできなかった。対朝青龍戦の10勝は若の里と並んで幕内力士では白鵬（13勝）、魁皇（12勝）に次いで3番目に多い。

## 略歴
- 1976年（昭和51年） - 元関脇・栃東の次男として生まれる
- 1994年（平成6年）11月場所 - 初土俵、四股名は本名の志賀太祐
- 1995年（平成7年）3月場所 - 7戦全勝で序ノ口優勝
- 1995年5月場所 - 7戦全勝で序二段優勝
- 1995年7月場所 - 7戦全勝で三段目優勝
- 1995年9月場所 - 幕下昇進、3勝4敗で初土俵以来初の負け越し
- 1995年11月場所 - 7戦全勝で幕下優勝
- 1996年5月場所 - 新十両、改め栃東大裕
- 1996年9月場所 - 西十両3枚目で12勝3敗の十両優勝
- 1996年11月場所 - 新入幕、10勝5敗の好成績で初の三賞である殊勲賞受賞
- 1997年（平成9年）7月場所 - 新小結
- 1997年9月場所 - 新関脇
- 1998年（平成10年）3月場所 - 右肩剥離骨折のため6日目から途中休場、翌場所も公傷休場
- 2000年（平成12年）9月場所 - 右肩関節脱臼のため6日目から途中休場、翌場所も公傷休場
- 2001年（平成13年）11月場所 - 12勝3敗の直近3場所（全て関脇の地位）合計34勝で大関昇進を果たす
- 2002年1月場所 - 新大関の場所で自身初の幕内最高優勝（羽黒山以来、史上2人目の序ノ口から幕内まで全段優勝）、新大関の優勝は清國以来7人目で、若貴兄弟に続く親子幕内最高優勝でもある
- 2002年7月場所 - 左上腕骨裂離骨折のため5日目から途中休場、翌場所も公傷休場
- 2002年11月場所 - 初の角番
- 2003年（平成15年）1月場所 - 左肩関節脱臼のため6日目から途中休場、翌場所も公傷休場
- 2003年5月場所 - 2度目の角番
- 2003年7月場所 - 15日間皆勤するも負け越し（7勝8敗）
- 2003年9月場所 - 3度目の角番
- 2003年11月場所 - 2度目の幕内最高優勝（13勝2敗）
- 2004年（平成16年）3月場所 - 左肩骨折のため3日目から途中休場
- 2004年5月場所 - 4度目の角番は全休で大関陥落
- 2004年7月場所 - 関脇、10勝を挙げ大関特例復帰を果たす
- 2004年9月場所 - 大関復活、3日目の旭天鵬戦に幕内では初となるつきひざで敗れた際に右膝半月板を損傷し4日目から途中休場
- 2004年11月場所 - 5度目の角番は左肩骨折のため6日目から途中休場で2度目の大関陥落
- 2005年（平成17年）1月場所 - 関脇、11勝を挙げ2度目の大関特例復帰を果たす。現行の大関特例復帰制度で、関脇陥落場所での11勝以上と2度目の大関再昇進は共に史上初
- 2005年3月場所 - 大関再復活
- 2005年11月場所 - 3日目の雅山戦に敗れた際に右わき腹を痛め4日目から途中休場
- 2006年1月場所 - 6度目の角番は14勝1敗の好成績で13場所ぶり3度目の幕内最高優勝
- 2006年3月場所 - 綱取り場所に失敗するも12勝を挙げ、次場所へその夢を繋ぐ
- 2006年5月場所 - 2日目の朝赤龍戦で左膝半月板を損傷し7日目から途中休場
- 2006年7月場所 - 7度目の角番
- 2007年1月場所 - 怪我を押しての出場。15日間皆勤するも負け越し（5勝10敗）
- 2007年3月場所 - 8度目の角番。10日目に角番を脱出するも、12日目からは高血圧により途中休場
- 2007年5月7日 - 5月場所直前に現役引退を正式発表。年寄栃東を襲名。
- 2009年9月3日 - 年寄：14代玉ノ井を襲名。玉ノ井部屋師匠を継承。
- 2012年1月30日 - 日本相撲協会副理事に立候補し、無投票当選。
- 2017年5月場所 - スポーツニッポン専属評論家に就任[14]

## 主な成績

### 記録
- 通算成績：560勝317敗169休（75場所）　勝率.639
- 幕内成績：483勝296敗166休（63場所）　勝率.620
- 大関成績：207勝125敗118休 (30場所)　勝率.623
- 大関在位：30場所（番付上は31場所）
- 三役在位：22場所（関脇17場所、小結5場所）
- 幕内在位：63場所（番付上は64場所）
- 通算（幕内）連続勝ち越し記録：9場所（2001年1月場所〜2002年5月場所）
- 幕内2桁連続勝利記録：6場所（2001年7月場所〜2002年5月場所）
- 連勝記録：26（1995年1月場所8日目〜1995年9月場所2日目・序ノ口→幕下時代）
- 各段優勝
  - 幕内最高優勝：3回（2002年1月場所、2003年11月場所、2006年1月場所）
  - 十両優勝：1回（1996年9月場所）
  - 幕下優勝：1回（1995年11月場所）
  - 三段目優勝：1回（1995年7月場所）
  - 序二段優勝：1回（1995年5月場所）
  - 序ノ口優勝：1回（1995年3月場所）
- 三賞：12回
  - 殊勲賞：3回（1998年1月場所、1999年9月場所、2001年3月場所）
  - 敢闘賞：2回（1996年11月場所、1997年5月場所）
  - 技能賞：7回（1997年7月場所、1997年9月場所、1998年11月場所、1999年11月場所、2000年7月場所、2001年7月場所、2001年11月場所）
- 金星：4個（曙1個、貴乃花2個、武蔵丸1個）

### 場所別成績
| | 一月場所 初場所（東京） | 三月場所 春場所（大阪） | 五月場所 夏場所（東京） | 七月場所 名古屋場所（愛知） | 九月場所 秋場所（東京） | 十一月場所 九州場所（福岡） |
| --- | ----------------------- | ----------------------- | ----------------------- | --------------------------- | ----------------------- | --------------------------- |
| 1994年 （平成6年） | x                       | x                       | x                       | x                           | x                       | （前相撲）                  |
| 1995年 （平成7年） | 西序ノ口47枚目 4–0–3    | 東序ノ口3枚目 優勝 7–0  | 東序二段20枚目 優勝 7–0 | 東三段目32枚目 優勝 7–0     | 東幕下23枚目 3–4        | 西幕下31枚目 優勝 7–0       |
| 1996年 （平成8年） | 西幕下3枚目 5–2         | 東幕下2枚目 5–2         | 東十両12枚目 10–5       | 東十両6枚目 10–5            | 西十両3枚目 優勝 12–3   | 西前頭15枚目 10–5 敢        |
| 1997年 （平成9年） | 西前頭10枚目 9–6        | 西前頭4枚目 6–9         | 東前頭6枚目 11–4 敢     | 西小結2 9–6 技              | 西関脇 10–5 技          | 東関脇 7–8                  |
| 1998年 （平成10年） | 西関脇 11–4 殊          | 東関脇 2–4–9            | 西前頭5枚目 休場 0–0–15 | 西前頭5枚目 8–7 ★           | 西前頭筆頭 8–7          | 東前頭筆頭 10–5 技★         |
| 1999年 （平成11年） | 西小結 9–6              | 東小結 8–7              | 東小結 10–5             | 東関脇2 6–9                 | 東前頭筆頭 10–5 殊★     | 西関脇 10–5 技              |
| 2000年 （平成12年） | 西関脇 8–7              | 西関脇2 8–7             | 西関脇 9–6              | 西関脇 12–3 技              | 東関脇 2–4–9            | 西前頭4枚目 休場 0–0–15     |
| 2001年 （平成13年） | 西前頭4枚目 10–5        | 東小結 9–6 殊           | 西関脇 9–6              | 東関脇 10–5 技              | 東関脇 12–3             | 東関脇 12–3 技              |
| 2002年 （平成14年） | 西大関2 13–2            | 東大関1 10–5            | 西大関1 10–5            | 東大関2 3–2–10              | 西大関1 休場 0–0–15     | 東大関3 8–7                 |
| 2003年 （平成15年） | 東大関2 0–6–9           | 西大関1 休場 0–0–15     | 西大関2 8–7             | 西大関2 7–8                 | 西大関2 10–5            | 西大関1 13–2                |
| 2004年 （平成16年） | 東大関1 9–6             | 東大関2 0–3–12          | 西大関2 休場 0–0–15     | 西関脇2 10–5                | 西大関2 2–2–11          | 西大関2 3–3–9               |
| 2005年 （平成17年） | 西関脇2 11–4            | 西大関2 10–5            | 西大関1 12–3            | 東大関1 9–6                 | 西大関1 10–5            | 東大関1 2–2–11              |
| 2006年 （平成18年） | 東大関2 14–1            | 東大関1 12–3            | 東大関1 2–5–8           | 西大関3 8–7                 | 西大関3 9–6             | 東大関2 10–5                |
| 2007年 （平成19年） | 西大関1 5–10            | 西大関3 8–4–3           | 西大関2 引退 –          | x                           | x                       | x                           |
| 各欄の数字は、「勝ち-負け-休場」を示す。 優勝 引退 休場 十両 幕下 三賞：敢=敢闘賞、殊=殊勲賞、技=技能賞 その他：★=金星 番付階級：幕内 - 十両 - 幕下 - 三段目 - 序二段 - 序ノ口 幕内序列：横綱 - 大関 - 関脇 - 小結 - 前頭（「#数字」は各位内の序列） |                         |                         |                         |                             |                         |                             |

## 合い口
- 元横綱・曙には4勝9敗。最後の勝利は2000年5月場所で、決まり手は突き落とし。
- 元横綱・貴乃花には5勝16敗。最後の勝利は2000年7月場所で、決まり手は寄り倒し。
- 元横綱・若乃花には4勝8敗。若乃花の大関在位中は2勝2敗、横綱昇進後は2勝6敗。最後の勝利となった2000年3月場所の対戦が、若乃花の現役最後の一番となった。決まり手は押し出し。
- 元横綱・武蔵丸には8勝16敗。武蔵丸の大関在位中は1勝10敗、横綱昇進後は7勝6敗。最後の勝利は2002年3月場所で、決まり手は送り出し。
- 元横綱・朝青龍には10勝15敗。大関同士の対戦は1敗、朝青龍の横綱昇進後は6勝11敗。2007年3月場所で、上手投げで敗れた対戦が栃東の現役最後の一番となった。
- 元横綱・白鵬には5勝8敗（不戦敗2を含む）。大関同士の対戦は1勝3敗、白鵬の横綱昇進後は対戦なし。
- 元横綱・日馬富士には5勝1敗。いずれも日馬富士が大関・横綱に昇進前の安馬時代の対戦である。
- 元横綱・稀勢の里には5戦全勝。いずれも稀勢の里が大関・横綱に昇進前の対戦である。
- 元大関・小錦には小錦が大関陥落後に対戦して3戦全勝。
- 元大関・貴ノ浪には14勝16敗（不戦敗1を含む）。貴ノ浪の大関在位中は7勝10敗。大関同士の対戦はなし。
- 元大関・千代大海には18勝16敗（不戦敗1を含む）。他に優勝決定戦で1勝がある。大関同士の対戦は10勝9敗（不戦敗1を含む）。最後の勝利は2006年11月場所で、決まり手は送り出し。
- 元大関・出島には25勝9敗。出島の大関在位中は8勝2敗、大関同士の対戦はなし。
- 元大関・武双山には18勝7敗。大関同士の対戦は3勝3敗。
- 元大関・雅山には19勝16敗（不戦敗1を含む）。雅山の大関在位中は5戦全勝、大関同士の対戦はなし。
- 元大関・魁皇には13勝22敗（不戦勝1、不戦敗1を含む）。大関同士の対戦は6勝8敗。最後の勝利は2006年11月場所で、決まり手は寄り切り。
- 元大関・琴欧洲には5勝6敗。大関同士の対戦は3勝4敗。最後の勝利は2006年9月場所で、決まり手は突き落とし。
- 元大関・琴光喜には10勝14敗（不戦敗1を含む）。いずれも琴光喜の大関昇進前の対戦である。
- 元大関・把瑠都には1勝1敗（不戦勝1を含む）。いずれも把瑠都の大関昇進前の対戦である。
- 元大関・琴奨菊には3勝2敗。いずれも琴奨菊の大関昇進前の対戦である。

## 幕内対戦成績
| 力士名   | 勝数  | 負数  | 力士名   | 勝数 | 負数 | 力士名   | 勝数  | 負数  | 力士名   | 勝数 | 負数  |
| -------- | ----- | ----- | -------- | ---- | ---- | -------- | ----- | ----- | -------- | ---- | ----- |
| 蒼樹山   | 2     | 2     | 安芸乃島 | 13   | 6    | 曙       | 4     | 9     | 朝青龍   | 10   | 15    |
| 朝赤龍   | 2     | 1     | 朝乃翔   | 1    | 1    | 朝乃若   | 1     | 1     | 旭豊     | 4    | 1     |
| 安馬     | 5     | 1     | 安美錦   | 4    | 3    | 岩木山   | 9     | 3     | 小城錦   | 4    | 1     |
| 魁皇     | 13(1) | 22(1) | 海鵬     | 4    | 0    | 垣添     | 7     | 1     | 春日王   | 1    | 0     |
| 巌雄     | 3     | 0     | 稀勢の里 | 5    | 0    | 北勝鬨   | 1     | 0     | 旭鷲山   | 16   | 5(1)  |
| 旭天鵬   | 15    | 10    | 剣晃     | 1    | 1    | 五城楼   | 1     | 0     | 黒海     | 10   | 2     |
| 琴稲妻   | 2     | 1     | 琴欧洲   | 5    | 6    | 琴奨菊   | 3     | 2     | 琴錦     | 7    | 5     |
| 琴ノ若   | 14    | 4     | 琴別府   | 1    | 0    | 琴光喜   | 10    | 14(1) | 琴龍     | 6    | 2     |
| 小錦     | 3     | 0     | 敷島     | 5    | 0    | 霜鳥     | 1     | 1     | 大至     | 2    | 1     |
| 大善     | 2     | 0     | 大飛翔   | 2    | 0    | 貴闘力   | 15    | 4     | 貴ノ浪   | 14   | 16(1) |
| 貴乃花   | 5     | 16    | 隆乃若   | 3    | 4    | 高見盛   | 7     | 3     | 豪風     | 1    | 0     |
| 玉春日   | 9     | 2     | 玉乃島   | 17   | 1    | 千代大海 | 18*   | 16(1) | 千代天山 | 3    | 1     |
| 出島     | 25    | 9     | 寺尾     | 2(1) | 0    | 闘牙     | 12(1) | 1     | 時津海   | 4    | 1     |
| 時天空   | 3     | 2(1)  | 土佐ノ海 | 18   | 16   | 栃乃洋   | 21    | 4     | 栃乃花   | 2    | 0     |
| 栃乃和歌 | 1     | 0     | 白鵬     | 5    | 8(2) | 白露山   | 2     | 0     | 濱ノ嶋   | 2    | 0     |
| 追風海   | 4(1)  | 2(1)  | 把瑠都   | 1(1) | 1    | 普天王   | 2     | 1     | 豊真将   | 1    | 0     |
| 北勝力   | 5     | 2     | 三杉里   | 1    | 0    | 水戸泉   | 1     | 0     | 湊富士   | 0    | 2     |
| 雅山     | 19    | 16(1) | 武蔵丸   | 8    | 16   | 武双山   | 18    | 7     | 力櫻     | 2    | 1     |
| 露鵬     | 6(1)  | 2     | 若の里   | 14   | 10   | 若乃花   | 4     | 8     | 和歌乃山 | 4    | 1     |

- 他に優勝決定戦で、千代大海に1勝がある。

（カッコ内は勝数、負数の中に占める不戦勝、不戦敗の数。）

## エピソードなど
- 相撲を始めたきっかけは、小学生のころ、野球をやろうか相撲をやろうか迷い、相撲をとったといわれている。野球は玉ノ井部屋の草野球チームのレギュラー。また、元プロ野球監督の土橋正幸、星野仙一とは幼い頃から親交があり、星野からは大関昇進時に化粧回しが贈られている。
  - 星野は父親の初代栃東と親交があり仲が良かったため、自身も子供だった頃から可愛がってもらっていたらしい。
- 本名の「志賀」から「栃東」に改名する際、弟子で最高位幕内の「富士東」の四股名が候補の一つに挙がっていた。
- 序ノ口から幕内までの各段で優勝している。これは横綱羽黒山以来2人目となる快挙である。
- 趣味はラジコンカー。20歳の頃に、球界きってのラジコン通であり、50歳迄現役のプロ野球投手を続けた元中日ドラゴンズ・山本昌が、プロスポーツとホビーを両立させている姿をTVで見て、感銘を受けて本格的に始めたという。玉ノ井部屋でサーキットを借り切ってレースを行うこともある（タミヤニュース2007年1月号で紹介されている）。
- 2000年3月場所5日目、横綱若乃花（現実業家・タレントの花田虎上）が土俵上で最後に対戦した相手となった。また2人は奇しくも、同じ明大中野高校の先輩後輩という親しい間柄でもあった。この日、栃東に押し出しで敗れた後に現役引退を表明した若乃花は「栃東は強くなったなあ」と言っていたという。また勝った栃東も「これで若乃花関は引退するんだな、と思っていました。最後の対戦相手になれて、とても光栄です」と語っている。
- 第68代元横綱・朝青龍には比較的相性が良く、生涯成績は10勝15敗だった。最後は栃東が万全の状態で無いこともあって5連敗で終わるも、一時期は勝ち越していた。朝青龍自身も「最も苦手な相手は栃東」と語っている。対朝青龍戦10勝は、白鵬（13勝）、魁皇（12勝）に次ぐ3番目の勝ち星。そのうち2番を得意の上手出し投げで朝青龍を破った。
  - しかし朝青龍は度重なるトラブルに責任を取って、2010年（平成22年）1月場所後の2月4日に突如引退を表明。玉ノ井親方はこの事に関し「あれだけの横綱はいない。闘争心と柔軟な体が凄かった。まだまだ出来る事を（1月場所の）優勝で証明したばかりなのに、こんな形で辞めてしまうのはとても悔しいし、寂しい」と無念さをにじませていた。
- CM出演が多い。CMデビュー作は日立マクセルのDVDメディアのCM。その中で、父親である先代栃東が清國を破って優勝を決める一番の映像が流れた。CMのなかでは、「あのときの親父と今の自分、どっちが強いのか…」というセリフを話していた。また、キリンビバレッジのCMにも出演していた。さらに最近では、福山雅治、大関千代大海とともにサントリーダイエット＜生＞のCMにも出演している。公共広告として地元沿線となる 日暮里・舎人ライナーにも起用されている。
- 松任谷由実とも親交があり、2003年1月場所では松任谷由実が化粧廻し（デザインは2003年2月5日発売の松任谷由実のシングル『雪月花』をあしらったものデザインの詳細)をプレゼントした[16]。
  - 出会いは1998年7月場所中。松任谷はコンサートの合間を縫ってこの場所の観戦に訪れ、場所中の夜、関係者が知り合いだったつてで玉ノ井部屋を訪れ、一緒にちゃんこを食べ、スナックで栃東がリクエストした曲「真夏の夜の夢」と「まちぶせ」をカラオケながら振り付けで歌った。それ以来交流があり、引退後の2008年の断髪式にも来てくれた[16]。
- 2006年1月23日朝、公式ブログを開設した。普天王と並び、ブログ力士としても有名であるが、2007年3月場所に途中休場してからは病気療養中により更新が一旦途切れていた。4月29日、久々に栃東本人による更新となり「『引退』報道に正直困惑していますが、今後については5月7日に発表します」という記載に留まるも、その5月7日には「ファンの皆さまへ」と題し、記者会見に先立ち引退を発表した。
- 当時の部屋の女将で、太祐の母親・志賀千夏は、夫で師匠の玉ノ井親方（志賀駿男）が2009年9月に定年を迎える頃まで、息子の太祐には現役でいて欲しいと切に願っていた。それだけに、引退を決意した息子に対して「情けない…」「もう少し頑張れないの？」と問い質したものの、太祐が「今は相撲より命が大事。もっと長生きさせて下さいよ!」「僕は結婚もさせて貰えないんですか?」などと怒り口調で反論すると、千夏は涙を流してそれ以上は何も言えなかった、という[17]。
  - ちなみに、栃東は母方の家系に高血圧の遺伝要素があり、それが脳梗塞発症の引き金のひとつになったとみられることを、2007年3月場所中の入院の際に親方が明かしている。
- 断髪式の土俵上でTUBEの前田亘輝が「傷だらけのhero」を熱唱。その前田の隣で聴いていた栃東は、感極まって涙を流し続けていた。
- 親方としてのメディア“初仕事”は、2007年5月場所7日目（5月20日）のNHKテレビ大相撲中継で中入り後の特別解説者として出演。また「サンデースポーツ」でも、自らの引退について語るとともに、その日注目の取組を丁寧に解説した。
- 引退した際にはまだ独身だったため、“部屋継承”に際し“女将さん不在”の状態になるのではと心配する声もあり、両親・関係者らの尽力で2009年の1月場所後に結婚。不安は解消された。
  - 将来部屋持ちの親方になることを目指している場合は、大抵現役のうちに結婚し、妻は早い段階から“女将さん”になるべく修行するのが一般的であるため、妻が結婚即女将さん（この場合は若女将であるが）となった栃東のケースは非常に珍しい。
- 同じ大関としてライバルだった魁皇とは幕内で35回対戦し、栃東の13勝22敗（栃東・魁皇共に1つ不戦勝）。2007年5月場所直前、栃東の病気による現役断念に魁皇は「まさか俺より早く引退するとは思わなかった」とショックだったという。それから約4年大関を務めた魁皇だが、2011年（平成23年）7月場所限りで引退した事に関し、玉ノ井親方は「ここ数場所は体力の限界を感じたが、最後に通算最多勝記録（1047勝）を作った事は偉大だ。ここまで長く現役を続けたのも素晴らしい。気持ちの優しい力士だった」とコメントしていた。
- 2015年11月20日、「昭和の大横綱」だった北の湖理事長が、同年11月場所中に62歳で急逝。同日夜、福岡市内の病院で報道陣に対応した広報部副部長担当（当時）の玉ノ井親方が、死因は「直腸癌・多臓器不全」と発表。玉ノ井は「容体が急変。昨日（11月19日）も元気に公務をこなしていた。いきなりこういう事になって残念。何とも言えない」と言葉を詰まらせ、涙を浮かべていた[18]。
- 翌2016年7月31日にも、同じく「昭和の大横綱」の千代の富士こと13代九重親方が61歳で膵臓癌により病逝。翌8月1日、巡業先の福井市内で取材に応じた巡業部副部長担当の玉ノ井親方は「僕らの子供の頃からスーパースター。皆あんな筋骨隆々な体に憧れ、この世界に入ってきた。威厳がある方の近くでやってこられた事は有難く、大きな宝を亡くした」と話し、九重親方の死を悼んだ[19]。
- 2017年1月場所に悲願の幕内初優勝を果たし、同場所後に第72代横綱となった稀勢の里だったが、新横綱の同年3月場所で連続2度目の幕内優勝達成も、13日目の横綱日馬富士戦で左上腕・大胸筋を部分断裂の大怪我に見舞われる。その後も相次ぐ負傷で途中休場5回・全休4回と成績不振が続き、稀勢の里は2019年1月場所も初日から3連敗と絶不調、当場所4日目に現役引退。それに関して玉ノ井親方は、横綱稀勢の里に対して「仕方がない。大きな故障もあった中で、出来ることを最優先にやってきた。悔いというより、やり切ったという気持ちではないか。よくやったと思う」と労っていた[20]。
- 栃東が初優勝した2002年1月場所以降日本国籍を持つ力士同士の優勝決定戦は2012年5月場所の旭天鵬（2004年に帰化）-栃煌山まで、日本出身力士同士の優勝決定戦は2019年9月場所の御嶽海-貴景勝まで実現しなかった。
- 2001年7月場所、朝青龍との対戦でサンドバックのように顔を張られまくり、歯2本を吹っ飛ばされた上に突き出しで負けたことがある。そのようなことがあったため2001年11月場所は、その年の誕生日に作ってもらった「特注」のマウスピースを使用して場所に挑んだほど（それまではマウスピースが微妙に合わなかった）。そして2002年1月場所、朝青龍との対戦でまたも顔を張られまくり栃東の鼻からの流血が酷く行司が勝負を止めた程だが、再開後に今度は栃東が上手出し投げで勝った。名古屋場所からの因縁にリベンジで決着をつけた。
- 武双山と相性が良く18勝7敗だった。
- 魁皇とは、2000年1月場所から2002年5月場所まで13連敗していた時期がある。それ以前は7勝3敗だったが7勝16敗に、2003年5月場所でストップさせてからは6勝6敗（通算13勝22敗）。
- 武蔵丸とは1999年7月場所まで12回対戦し1勝11敗と相性が悪かったが、その後7勝5敗と克服していった（通算8勝16敗）。
- 2024年2月に元臥牙丸が玉ノ井部屋の朝稽古を取材した動画をYouTubeに公開している。臥牙丸は「教え方が上手い」と師匠としての14代玉ノ井を評しており「元サッカー選手みたい」と減量の成功ぶりに感心している。また、部屋の弟子の一人である16歳の新弟子ができない16kgのダンベルカールを引退して久しい身でありながらこなすなど、現役時代に培ったパワーの片鱗を見せている。「基本は四股と鉄砲」「こっち（ウエイトトレーニング）は2割」というのが14代玉ノ井の指導方針で、元臥牙丸も「親方の言う通りテッポウと四股ほど力の付く稽古はない」「（僕は）ダンベルの重量はスゴく上がったけど、相撲には（その力は）使えなかった」と自身の実感を交えて共感を示した[21]。
  - 同年3月にはその日の朝稽古後のちゃんこ中に元臥牙丸と父の13代玉ノ井の初代栃東と鼎談した。「今の稽古はどうですか?」と臥牙丸に聞かれた際には「半分ぐらいかな」と評している。13代玉ノ井は「我々の時代はやっぱり四股」「スポーツジムなんて無かった」と証言しており、「三段目の頃（大鵬さんの）体触りたくて」と当時巡業で胸を出してくれた大鵬への憧れを振り返った。また13代と14代玉ノ井は「昔は巡業が稽古の中心だった」という趣旨の話をしている。臥牙丸は「今の（稽古は）自分の体、1人1人考えてやってる」「逆にケガはそっちの方が減る」と持論を展開している[22]。

## 改名歴
- 志賀 太祐（しが だいすけ）1994年11月場所 - 1996年3月場所
- 栃東 大裕（とちあずま だいすけ）1996年5月場所 - 2007年5月場所

## 年寄変遷
- 栃東 大裕（とちあずま だいすけ）2007年5月 - 2009年9月
- 玉ノ井 太祐（たまのい だいすけ） 2009年9月 -

## メディア出演

### 映画
- テルマエ・ロマエII（2014年） - 親方 役

### テレビ
- 第52回NHK紅白歌合戦（2001年12月31日、NHK総合・ラジオ第1） - 審査員
- テレビスポーツ教室「相撲〜土俵を究めろ!小学生からはじめる相撲〜」（2014年10月5日、NHK Eテレ） - 講師
- ブラタモリ「江戸の盛り場〜両国・両国国技館〜」（2012年1月5日、NHK総合） - 案内役
- 民王（2015年、テレビ朝日）第2話 - 本人役